# Знам'янка (Херсонський район)
Зна́м'янка — село в Україні, у Білозерській селищній громаді Херсонського району Херсонської області. Населення становить 136 осіб.

## Історія
12 червня 2020 року, відповідно до Розпорядження Кабінету Міністрів України № 726-р «Про визначення адміністративних центрів та затвердження територій територіальних громад Херсонської області», увійшло до складу Білозерської селищної громади.
19 липня 2020 року, в результаті адміністративно-територіальної реформи та ліквідації Білозерського району, село увійшло до складу Херсонського району.
24 лютого 2022 року село тимчасово окуповане російськими військами під час російсько-української війни.
10 листопада 2022 року Збройні сили України визволили село з-під російської окупації в ході контрнаступу в Херсонській області.

## Населення
Згідно з переписом УРСР 1989 року чисельність наявного населення села становила 108 осіб, з яких 51 чоловік та 57 жінок.
За переписом населення України 2001 року в селі мешкало 136 осіб.

### Мовний склад
Рідна мова населення за даними перепису 2001 року:
| Мова       | Чисельність, осіб | Доля     |
| ---------- | ----------------- | -------- |
| Українська | 122               | 89,71 %  |
| Російська  | 11                | 8,09 %   |
| Молдовська | 2                 | 1,47 %   |
| Інше       | 1                 | 0,73 %   |
| Разом      | 136               | 100,00 % |